# Herbert Fritzenwenger
Herbert Fritzenwenger, né le 7 octobre 1962 à Ruhpolding, est un biathlète et fondeur allemand.

## Biographie
Il obtient un podium dans la Coupe du monde en 1985 à Antholz sur l'individuel. Il remporte trois médailles aux Championnats du monde durant sa carrière en 1985, 1987 et 1989.
Il court à la fois des épreuves de biathlon et de ski de fond aux Jeux olympiques d'hiver de 1988.

## Palmarès

### Championnats du monde
- Mondiaux 1985 à Ruhpolding :
  -  Médaille de bronze en relais.
- Mondiaux 1987 à Lake Placid :
  -  Médaille de bronze en relais.
- Mondiaux 1989 à Feistritz :
  -  Médaille d'argent à la course par équipes.